# Oleksij Hontjaruk
Oleksij Valerijovytj Hontjaruk (ukrainsk: Олексі́й Вале́рійович Гончару́к; født 7. juli 1984 i Zjmerynka, Ukrainske Socialistiske Sovjetrepublik) er en ukrainsk jurist og politiker, der var Ukraines premierminister fra 2019 til 2020. Før han blev premierminister arbejdede han som advokat og var vicechef for Ukraines præsidents kontor.

## Ekstern henvisning
- Wikimedia Commons har flere filer relateret til Oleksij Hontjaruk